# ヴェトリンゲン (ミッテルフランケン)
 ヴェトリンゲン (ドイツ語: Wettringen) は、ドイツ連邦共和国バイエルン州ミッテルフランケンのアンスバッハ郡に属す町村（以下、本項では便宜上「町」と記述する）で、シュリングスフュルスト行政共同体の一員。

## 地理

### 位置
この自治体は、アンスバッハの西約30kmのフランケンヘーエ自然公園内に位置する。

### 自治体の構成
この町は、公式には9つの地区 (Ort) からなる。このうち小集落や孤立農場などを除く集落を以下に列記する。
- フランケンホーフェン
- ルッフェンホーフェン
- ファイツヴァイラー
- ヴァイルティンゲン
- ヴェルニッツホーフェン

## 行政

### 議会
議会は、首長を除き8議席。

### 紋章
図柄: 下部は緑の三峰の山で、その中に銀の波帯が横切る。その上は、銀地で、胸壁のある赤い城が宙に浮かんで描かれる。その向かって左側に直立した黒い鍵、向かって右は黒い剣。

## 外部リンク

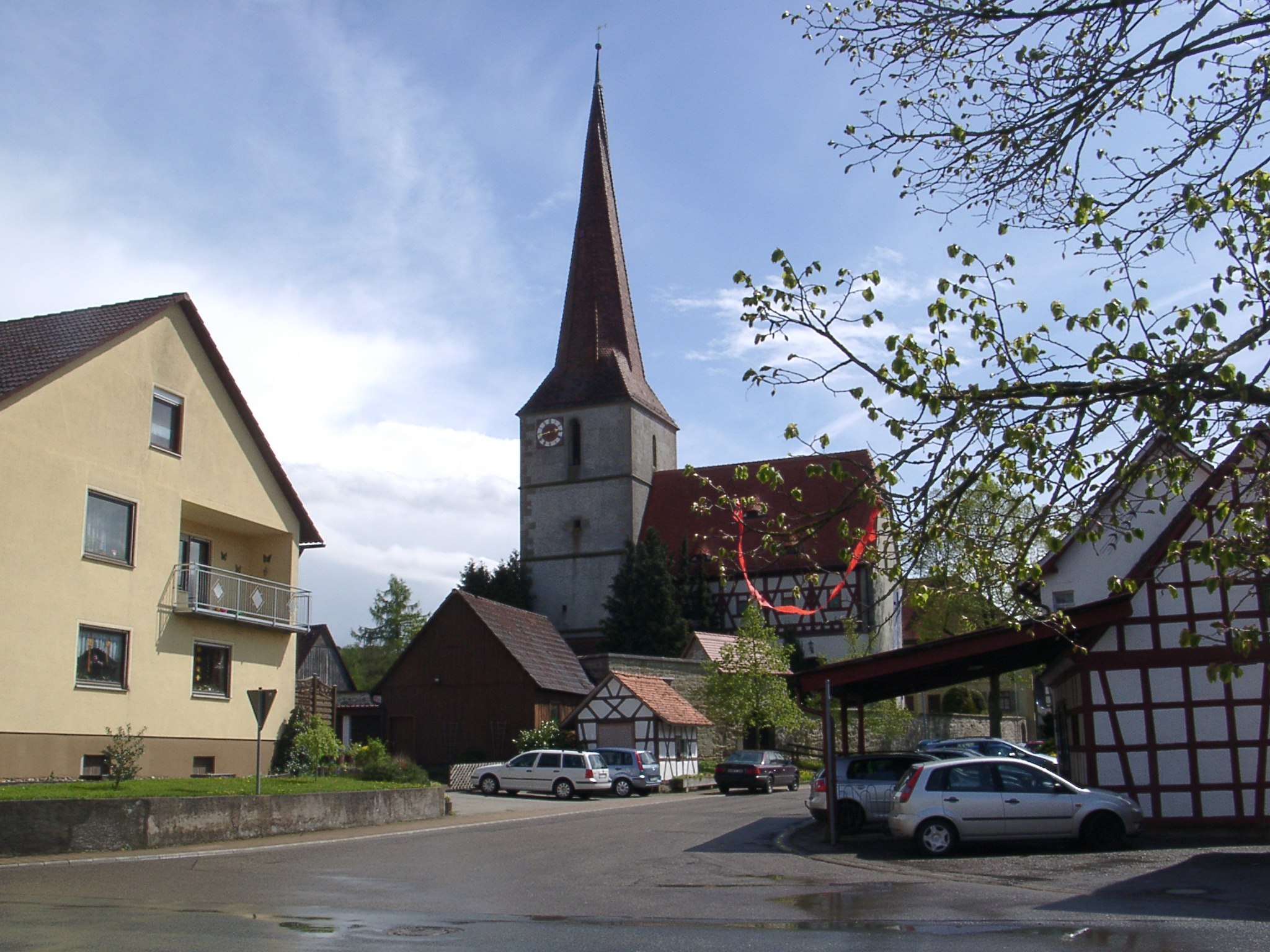
ヴェトリンゲン

## 引用
1. ↑  https://www.statistikdaten.bayern.de/genesis/online?operation=result&code=12411-003r&leerzeilen=false&language=de Genesis-Online-Datenbank des Bayerischen Landesamtes für Statistik Tabelle 12411-003r Fortschreibung des Bevölkerungsstandes: Gemeinden, Stichtag (Einwohnerzahlen auf Grundlage des Zensus 2011)
2. ↑  Bayerische Landesbibliothek Online